# Достъпност
Достъпност (на английски: accessibility) e термин, използван за описване на степента, в която дадена система е използваема от възможно най-много хора, без да бъде модифицирана. Особено значение се отдава на потребители с алтернативни приспособления или инвалиди. Терминът не трябва да се бърка с „ползваемост“, който описва колко лесно нещо може да бъде използвано от всякакъв тип потребители. Едно от значенията на „достъпност“ специално се отнася до хора с недъзи или инвалиди, но терминът има и други значения.

## Инвалиди
Достъпност най-често се използва за описание на средства или удобства, помагащи на хора с недъзи, например достъпност за хора в инвалидни колички, брайлови означения, звукова сигнализация на пешеходни пътеки, очертания на алеите, уеб-дизайн и др. Движението за права на инвалидите се бори за по-голяма достъпност.
Различни държави имат законодателство по отношение на достъпността.

## Транспорт
В транспорта достъпността се отнася до леснотата на достигане на местата. Хора, които са във високодостъпни места могат да достигнат много други дейности или места бързо, е тзеи в местата с ниска достъпност могат да достигнат много по-малко места за същото време.
Често използвана мярка за достъпността в зоната за анализ на движението по пътищата i е:
{\displaystyle A_{i}=\sum _{j}{O_{j}}f\left({C_{ij}}\right)}
където:
- A = достъпност на отправната зона
- i = индекс на отправните зони
- O = възможности за достигане на зоните за назначение от отправната зона
- j = индекс на зоните на назначение
- f(Cij) = функция на обобщената стойност на пътуването (такава, че на по-близките (или по-евтини места) се придава по-голямо тегло, отколкото на по-далечните или по-скъпи места).

## Изкуство и забавления
Музикални произведения, романи и други произведения на изкуството обикновено се оценяват според достъпността си. Някои смятат по-достъпните творби за по-добри, а други ги смятат за по-лоши. Например сериалистичната музика често се оценява високо от създателите си и други ценители заради високата концентрация на информация, докато Фред Лердал и други я критикуват, че е буквално неразбираема.